# Oorlogsmonument bij de Grote Kerk
Het oorlogsmonument bij de Grote Kerk is een algemeen herdenkingsmonument te Hoorn voor oorlogsslachtoffers uit de Tweede Wereldoorlog. Meer specifiek is het monument in een gevel van de Grote Kerk geplaatst voor vijf mannen die hier in 1945 gefusilleerd zijn door de bezetter.

## Achtergrond
Op 4 januari 1945 werden vijf mannen vanaf de Westerdijk via de Nieuwsteeg over het Achterom, de Gelderse Steeg, het Grote Noord, de Roode Steen en de Kerkstraat naar de Grote Kerk geleid. Of de route lopend of in een arrestantenwagen is afgelegd, is niet zeker. Voor de kerk worden zij standrechtelijk geëxecuteerd. Deze route wordt ook gemarkeerd door vier handen: bij het Park staat Afscheid, op de Westerdijk staat Woede, bij het Achterom Wanhoop en voor de Koepelkerk staat Laatste Troost. Voor de Grote Kerk werden zij uiteindelijk gefusilleerd voor de ogen van aanwezige burgers. De vijf gijzelaars werden omgebracht als reactie op de liquidatie van SS Rottenführer George Herlee. Herlee was een beruchte onderduiker- en illegalenjager in de Kop van Noord-Holland en werd daarom door het Verzet gezocht. Hij woonde in Hoorn aan de Appelhaven en speelde namen en adressen van onderduikers en namen van verzetsleden door aan de Sicherheitspolizei. Op 30 december 1944 werd hij gesignaleerd en door de plaatselijke knokploeg in een kapperszaak in de Nieuwstraat gedood. De Duitsers haalden als vergelding vijf mannen uit het Huis van Bewaring aan de Weteringschans in Amsterdam en brachten hen naar Hoorn, waar zij dus op het Kerkplein werden geëxecuteerd door een vuurpeloton.
Het monument werd in 1946 ontworpen door Pieter Starreveld, maar omdat de man in het monument naakt was, werd het afgekeurd. Het aangepaste monument werd in 1947 geplaatst en nog dat jaar onthuld door een van de weduwes en een dochter van een van de slachtoffers. Noch bij de eerste herdenking in 1946, noch bij latere herdenkingen en de onthulling zijn mensen van de knokploeg aanwezig. Zij werden in 1946 niet uitgenodigd door het organiserend comité en in latere jaren hadden de leden van de knokploeg moeite met herdenken omdat zij in onmin leven met burgemeester Leemhorst. Op 4 mei wordt nog jaarlijks een stille tocht gehouden langs de route die de geëxecuteerden hebben afgelegd. Aan het einde van de tocht wordt om 20:00 uur de 2 minuten stilte gehouden.

## Beschrijving
Het monument is in een gevel rechts van de toren van de Grote Kerk geplaatst. Het ligt hierdoor enkele meters terug van het Kerkplein. Het monument bestaat zelf uit een wit natuurstenen reliëf dat in een nis in de muur van de Grote Kerk is geplaatst. Het reliëf toont een staande, naakte man. De man houdt zijn rechterbeen iets opgetrokken en zijn hoofd naar beneden gebogen. Over zijn rechterschouder hangt een doek achter zijn rug langs en gedeeltelijk voor zijn schaamstreek langs. Hij houdt met beide handen het doek vast en staat er met zijn linkervoet ook op.
Onder het reliëf is een grijze gedenksteen geplaatst met daarop de tekst:
HIER VIELEN OP 4 JANUARI 1945 ALS SLACHTOFFER VAN DE
ONMENSCHELIJKE WREEDHEID DER DUITSCHE ONDERDRUKKERS

JOHAN VERFELT, GEB. TE ’S GRAVENHAGE, DEN 29 MEI 1886

GERARDUS JONKER, GEB. TE AMSTERDAM, DEN 16 OCTOBER 1903

JACOB WILHELM JANSEN, GEB. TE AMSTERDAM, DEN 15 DECEMBER 1910

HANDRIKUS MARINUS IMMING, GEB. TE AMSTERDAM, DEN 19 JULI 1917

JOHAN THEODOOR JOSEPH JANSSEN, GEB. TE BANDOENG N.I., DEN 21 MAART 1921

HULDE EN DANK VOOR HET OFFER VAN HUN LEVEN
DAT ZIJ BRACHTEN VOOR HET VADERLAND

## Kunstenaar
Pieter Starreveld heeft naast dit oorlogsmonument ook het Monument ter herdenking van in de Tweede Wereldoorlog gevallen oud-kwekelingen en Zeeman op de uitkijk in Amsterdam gemaakt.